# Wanjeri Nderu
Wanjeri Nderu, née vers 1980, est une militante des droits de la personne humaine, au Kenya.

## Biographie
Elle naît et grandit à Nairobi. Elle fréquente l'école primaire de l'hippodrome de Kariakor, l'académie Mountain View de Thika, puis le lycée de filles de Kahuhia. Sa conscience politique a commencé dès son enfance, lorsque sa propriété a été attaquée dans le cadre des émeutes de "Saba Saba". Elle étudie le journalisme  à l'Institut kenyan des communications de masse, avant de commencer une carrière en 2005 dans le secteur des assurances.
En 2013, Nderu quitte cet emploi dans le  secteur des assurances avec la volonté d’agir pour des organisations de justice sociale, initialement pendant un an. Pour financer cette activité militante et soutenir sa famille, elle travaille comme consultante en communication, indépendante, pour des organisations non-lucratives. Elle est d'origine Kikuyu, mariée et a trois enfants. Elle intervient sur les violences sexuelles, les violences faites aux femmes ou aux mineurs, et également pour dénoncer les exécutions extrajudiciaires,.
Elle utilise les médias sociaux pour mobiliser les gens. Elle fait également campagne sur des thèmes plus politiques, pour des élections libres et pacifiques, ou contre la corruption. Elle est à plusieurs reprises elle-même agressée ou harcelée en personne, physiquement ou en ligne,,. Elle bénéficie en 2018 d'une bourse pour étudier à l'université d'York, dans le cadre d'un programme de cette université à destination des défenseurs des droits de l'homme.
En 2019, elle participe au rapport de l'université de Birmingham sur la violence sexiste au Kenya, mettant en avant ses expériences en tant que militante.